# 萨莱德莱兰盖
萨莱德莱兰盖（義大利語：Sale delle Langhe），是意大利库内奥省的一个市镇。总面积10.93平方公里，人口525人，人口密度48.0人/平方公里（2009年）。ISTAT代码为004199。